# Uwe Döring (Politiker, 1946)

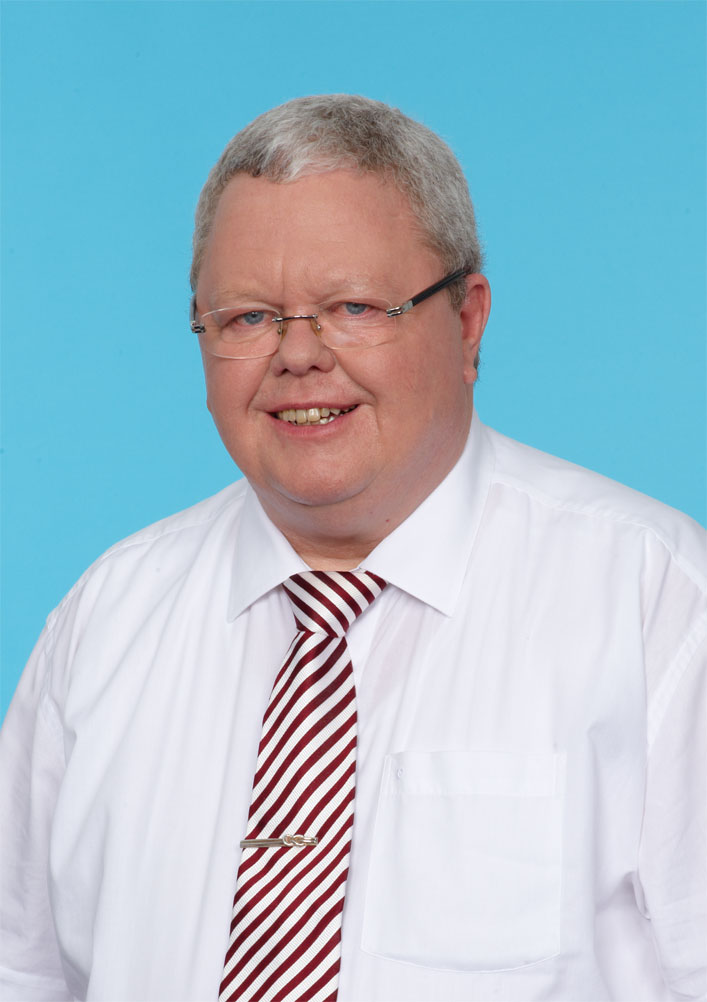
Uwe Döring

Uwe Döring (* 27. Juni 1946 in Hamburg) ist ein deutscher Politiker (SPD). Er war von 2005 bis Juli 2009 Minister für Justiz, Arbeit und Europa des Landes Schleswig-Holstein und ist seit September 2010 Landesvorsitzender der Europa-Union Schleswig-Holstein.

## Leben und Beruf
Nach dem Abitur 1967 in Hamburg leistete Döring von 1967 bis 1968 seinen Wehrdienst ab, anschließend absolvierte er eine Ausbildung zum gehobenen Verwaltungsdienst und war anschließend von 1971 bis 1975 im Planungsstab des Präsidenten der Universität Hamburg tätig. Er wechselte dann in das Bildungsministerium des Landes Schleswig-Holstein, wo er zuletzt als Referent für Grundsatzfragen der Informationstechnik tätig war. Nunmehr aufgestiegen in den höheren Dienst, arbeitete Döring von 1990 bis 1992 im schleswig-holsteinischen Innenministerium und dann bis 1996 als Referatsleiter für Haushalt im dortigen Ministerium für Ernährung, Landwirtschaft, Forsten und Fischerei. Von 2011 bis 2018 war Uwe Döring Landesvorsitzender des Weissen Ringes in Schleswig-Holstein.
Er trat im März 2018 nach Vorwürfen der sexuellen Belästigung gegen den ehemaligen Leiter der Lübecker Außenstelle des Weißen Rings und pensionierten Polizeihauptkommissar zurück.
Uwe Döring ist verheiratet und hat eine erwachsene Tochter.

## Partei
Seit 1967 ist er Mitglied der SPD. Von 1983 bis 1991 war er Vorsitzender des SPD-Ortsvereins Neumünster-Tungendorf, von 1999 bis 2005 Vorsitzender des Kreisverbandes Neumünster. In den Jahren 2003 bis 2007 hatte er den Vorsitz im Landesparteirat Schleswig-Holstein.

## Abgeordneter
Von 1986 bis 1998 und von 2013 bis 2016 gehörte Döring der Ratsversammlung von Neumünster an. Er war von 1991 bis 1998 und von 2013 bis 2016 SPD-Fraktionsvorsitzender.
Von 1996 bis 1998 war Döring Mitglied des Landtages von Schleswig-Holstein.

## Öffentliche Ämter
Von 1990 bis 1995 war er ehrenamtlicher Stadtrat der Stadt Neumünster.
Am 1. Dezember 1998 wurde er als Staatssekretär im Ministerium für Finanzen und Energie in die von Ministerpräsidentin Heide Simonis geleitete Landesregierung von Schleswig-Holstein berufen.
Ab dem 27. April 2005 gehörte er dem von Ministerpräsident Peter Harry Carstensen (CDU) geführten Kabinett der Großen Koalition als Minister für Justiz, Arbeit und Europa an.
In seine Amtszeit als Minister fiel die tagelange Misshandlung eines Häftlings in einer Jugendstrafanstalt im Februar 2007. Dazu meinte er: „Jugendanstalten sind eben kein Schullandheim“.
Nach dem Bruch der Großen Koalition im Juli 2009 wurde Döring ebenso wie alle anderen SPD-Minister am 20. Juli 2009 zum Ablauf des 21. Juli 2009 von Peter Harry Carstensen aus seinem Amt in der Landesregierung entlassen. Dörings Nachfolge als Justizminister übernahm Peter Harry Carstensen selbst.